# Dudeneytal
Et Dudeneytal er et positivt heltal, der er et kubiktal, der er en sum af tallets cifre som er lig med kubikroden af tallet selv. Der findes seks af disse heltal:
| 1     | = 1 x 1 x 1    | ; 1 = 1                  |
| 512   | = 8 x 8 x 8    | ; 8 = 5 + 1 + 2          |
| 4913  | = 17 x 17 x 17 | ; 17 = 4 + 9 + 1 + 3     |
| 5832  | = 18 x 18 x 18 | ; 18 = 5 + 8 + 3 + 2     |
| 17576 | = 26 x 26 x 26 | ; 26 = 1 + 7 + 5 + 7 + 6 |
| 19683 | = 27 x 27 x 27 | ; 27 = 1 + 9 + 6 + 8 + 3 |

Navnet kommer fra Henry Dudeney, der beskrev eksistensen af disse i tal i et af sine puslespil, Root Extraction, hvor en pensioneret professor fra Colney Hatch postulerer, at dette er en generel metode til at ekstrahere rødder.